# Greenomyia baikalica
Greenomyia baikalica är en tvåvingeart som beskrevs av Zaitzev 1994. Greenomyia baikalica ingår i släktet Greenomyia och familjen svampmyggor. Enligt den finländska rödlistan är arten sårbar i Finland. Arten är reproducerande i Sverige. Artens livsmiljö är naturmoskogar. Inga underarter finns listade i Catalogue of Life.